# Рыжая телица
Рыжая телица, также юница (ивр. פרה אדומה‎) — в иудаизме тёлка (неотелившаяся корова) рыжего цвета, использовавшаяся в особом ритуале жертвоприношения с целью получения пепла, который применялся для ритуального очищения частей тела и предметов, имевших контакт с трупами.
Цвет тёлки назван в Торе адума (אדומה‎), что переводится как «красный» или «рыжий».
При кажущейся простоте закон о рыжей телице называется в Торе хок. Этим словом Тора называет такие заповеди, которые не поддаются рациональному осмыслению. Традиция рассказывает, что царь Соломон, который познал всё в окружающем мире, не смог понять смысл законов о рыжей телице, и даже для него их суть оставалась тайной.

## Тора и Библия о ритуале получения пепла рыжей телицы
Обрядовые подробности заклания тёлки и обращения её в пепел изложены в 19 главе книги Чисел (ивр. במדבר‎): «Скажи сынам Израилевым, пусть приведут тебе рыжую телицу без порока, у которой нет недостатка, [и] на которой не было ярма».
Тёлка забивается ритуальным способом (шхитой) и сжигается за пределами поселения. В костёр добавляются древесина ливанского кедра, иссоп и красная нить, получившийся пепел сохраняется (19:9).
Для того, чтобы очистить человека или предмет, который оказался осквернённым ритуальной нечистотой, имея контакт с трупами (а также с могилой или с оружием и другими вещами, прикасавшимися к мёртвому телу), на него в третий и седьмой дни после осквернения помелом из иссопа разбрызгивается вода, в которую добавлен данный пепел («очистительная вода»).
Человек, проводящий ритуал сожжения тёлки или контактировавший с очистительной водой, сам становится ритуально нечистым и должен окунуться в ритуальном резервуаре для омовения (миква) и выстирать свою одежду. До наступления вечера (до появления трёх звёзд) он считается нечистым.
В книге пророка Даниила содержится ссылка на жертвоприношение рыжей телицы. В строке 12:10 Господь говорит Даниилу, что в последние дни «многие будут очищены и обелятся», то есть это ссылка на ритуал жертвоприношения рыжей тёлки. «Если ваши грехи будут багряными они станут белыми как снег» (Ис. 1:18). Эта аналогия возможно относится к возвращению мессии при конце света, хотя более вероятно, что это аллюзия на ритуал Судного дня (во время которого к рогам козла отпущения привязывалась багряная нить, которая чудесным образом белела в знак того, что грехи Израиля прощены).

## В талмуде
В Мишне (главном сборнике устного закона) содержится трактат о рыжей телице. Это трактат Пара («телица», «корова») в последнем разделе Мишны (Техарот), который объясняет суть ритуала. Трактат не содержит комментариев (Гемара), хотя ключевые элементы процедуры можно найти в комментариях (Гемара) для других трактатов Талмуда. Согласно трактату Пара, тёлка должна иметь возраст три года или старше; наличие хотя бы двух чёрных или белых волосков рядом делает её непригодной для ритуала в дополнение к обычным требованиям безупречности животного, предназначенного для жертвоприношения.
Существуют дополнительные требования, такие как естественное рождение. Вода должна быть «живой», то есть родниковой. Омовение также регулируется строгими правилами. Дождевая вода, собираемая в цистерну, пригодна для проведения обряда миквы, но не может быть использована в обряде жертвоприношения.
Согласно Мишне в дни существования Иерусалимского храма вода для проведения ритуала бралась из Силоамского бассейна (ивр. השילוח מעיין‎). Церемония была сложной. Для того, чтобы обеспечить чистоту участников, уделялось огромное внимание, чтобы никто из участников не входил в контакт с мертвецами или чем-либо нечистым. Ритуальные принадлежности изготовлялись из материалов, которые согласно еврейскому закону не могли быть носителями ритуальной грязи. Мишна рассказывает, что для черпания и переноски воды использовались дети, рождённые и выросшие в изоляции с целью недопущения для них какого бы то ни было контакта с трупами.

В Иерусалиме были дворы, построенные на скалах, а под ними пустоты, во избежание [нечистоты] могил, [которые могут находиться] в глубине, и сюда приводили беременных женщин, они рожали детей, и там они росли. Пригоняли волов, на спины животных клали доски, и туда садились дети с каменными кубками в руках. Когда они прибывали к Силоаму, [дети] спускались и наполняли [кубки водой], поднимались и снова садились на волов.
Оригинальный текст (иврит)חצרות היו בירושלים בנויות על גבי סלע ותחתיהם חלול, מפני קבר התהום.

ומביאים נשים עוברות ויולדות שם ומגדלות שם את בניהן.
ומביאים שוורים ועל גביהן דלתות, ותינוקות יושבין על גביהן וכוסות של אבן בידם.
הגיעו לשלוח, ירדו ומלאום, ועלו וישבו על גביהן.
— Мишна Пара 3:2
Для того, чтобы тёлка и сопровождающие её священники не вошли в контакт с могилами, использовалась мощёная дорога от Храмовой горы к Елеоновой.
Согласно Мишне церемония сожжения рыжей телицы происходила на Елеонской горе. Ритуально чистый коэн забивал животное и семь раз брызгал жертвенной кровью в направлении Храма. Затем тёлка сжигалась на погребальном костре вместе с шерстью, окрашенной в багряный цвет, иссопом и древесиной кедра. Место сжигания рыжих телиц на Елеонской горе ориентировочно установлено в последние годы археологом Йонатаном Адлером.
Рыжие тёлки, соответствующие всем жёстким требованиям Галахи, редко встречаются. Животное должно быть полностью однородного цвета, чтобы увериться в этом, группа раввинов проводила серию испытаний. Например, волоски шерсти телицы должны были быть совершенно прямыми (чтобы быть уверенными в том что она не носила ярма, что делает её непригодной для проведения ритуала). Согласно иудейской традиции в период с Моисея до разрушения второго храма было забито только девять рыжих тёлок. Трактат Мишна Пара отмечает восемь жертвоприношений, заявляя, что Моисей забил первую, Ездра — вторую, Симон Праведный и первосвященник Йонахан забили по две каждый и Элонай бен Кайаф и Ханамеель Египтянин забили по телице (Мишна Пара 3:5).

## В наше время
Большая редкость животного, пригодного для данного ритуала, даёт рыжей телице особое место в иудейской традиции. В настоящее время есть иудеи, которые для достижения библейской чистоты, необходимой для храмовой службы, собираются использовать этот ритуал. В ожидании строительства Третьего Храма они предпринимают усилия, чтобы найти рыжую телицу для воссоздания ритуала. Однако все многочисленные вроде бы подходящие тёлки, найденные для проведения ритуала, были дисквалифицированы.
Организация Институт Храма, деятельность которой посвящена строительству Третьего Храма в Иерусалиме, пытается найти тёлок для обряда, соответствующих требованиям еврейской Библии и трактату Мишны Пара. На рубеже тысячелетий организация нашла двух — одну в 1997 и другую в 2002 году — и провозгласила, что обе они соответствуют требованиям кашрута, но позднее сочла обеих неподходящими. В марте 2010 года представитель организации заявил в радиоинтервью, что в Израиле точно найдена кошерная рыжая тёлка.
На конец апреля 2024 г. сторонниками возрождения Иерусалимского храма намечалось сожжение перед Елеонской горой нетелившихся коров рыжей масти, специально для этого привезенных из Техаса.

## В христианстве
Апостол Павел сравнивает пепел телицы с кровью Христа (Евр. 9:13, 14): « Ибо … пепел телицы, через окропление, освящает осквернённых, дабы чисто было тело, то кольми паче Кровь Христа».

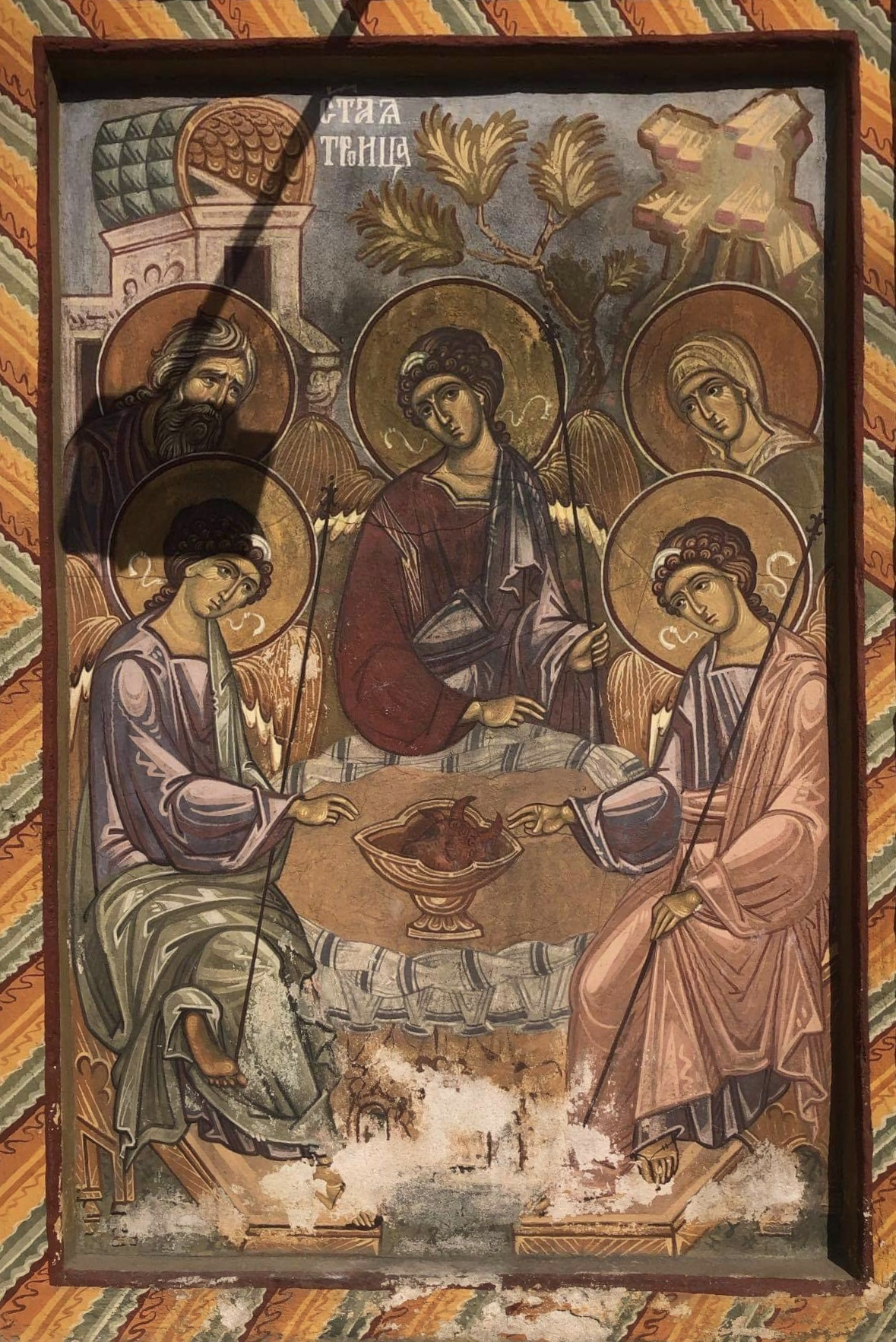
На традиционных христианских иконах в Святой чаше на столе имеется голова коровы

Согласно тезису книги проповедника Всемирной церкви Бога Эрнеста Л. Мартина «Secrets of Golgotha» (1984), в неканоническом послании Варнавы рыжая тёлка недвусмысленно связывается со Христом: сопоставление фраз из Евр. 13:12, 13 «Иисус, дабы освятить людей Кровию Своею, пострадал вне врат. Итак выйдем к Нему за стан» и «выведет её вон из стана» (Чис. 19:3) не только отождествляет Иисуса с рыжей телицей, но и указывает на место распятия.

## В исламе
Коран упоминает об истории коровы в суре аль-Бакара (Корова) (самой длинной суре Корана) в строках 2.67—2.73. Согласно суре, вначале требуется простая корова, потом упоминается об ограничениях выбора и о её цвете после того, как люди безуспешно пытаются выяснить у Мусы детали о возрасте и цвете коровы и для чего она нужна, показывая тем самым нежелание выполнить приказ принести в жертву такое ценное животное, как корова. Муса отвечает, что эта корова без изъянов, не старая и не телёнок, нечто среднее, жёлтая, без пятен, не приучена к работе.
Ибн Аббас и другие исследователи заявляли: «Среди детей Израиля был богатый старик, у него было несколько племянников, и один из племянников убил старика. Его тело было брошено у двери его брата. Затем последовали споры, и они попросили пророка Мусу о помощи. Когда согласно распоряжению Мусы они нашли жёлтую корову, он приказал им забить её и ударил покойника куском говядины. Старик ожил. Пророк Муса спросил, кто убил его, старик показал на своего племянника и снова умер».